# Heinz-Billing-Preis zur Förderung des wissenschaftlichen Rechnens
Der Heinz-Billing-Preis zur Förderung des wissenschaftlichen Rechnens ist eine Auszeichnung, die seit 1993 von der Heinz-Billing-Vereinigung zur Förderung des wissenschaftlichen Rechnens e. V., einem innerhalb der Max-Planck-Gesellschaft gegründeten Verein, vergeben wird. Der Preis ist (Stand 2023) mit 5.000 Euro dotiert und wird an Arbeiten unter dem Motto „EDV als Werkzeug der Wissenschaft“ vergeben, wobei in der Regel die englischsprachige Formulierung "Heinz Billing Prize for the Advancement of Scientific Computing" genutzt wird. Benannt ist der Preis nach dem deutschen Computerpionier Heinz Billing. Seit 2006 wird die Vergabe vom Stiftungsrat der Heinz-Billing-Stiftung der Max-Planck-Gesellschaft vorgenommen. Seit 2011 wird der Preis alle zwei Jahre vergeben. 

## Stiftungsrat
Mitglieder des Stiftungsrats (Foundation Board) sind (Stand Oktober 2023):
- Thomas Lengauer, Max-Planck-Institut für Informatik
- Antje Susanne Meyer, Max-Planck-Institut für Psycholinguistik
- Jörg Neugebauer, Max-Planck-Institut für Nachhaltige Materialien GmbH
- Torsten Stühn, Max-Planck-Institut für Polymerforschung
- Martin Vingron, Max-Planck-Institut für molekulare Genetik

## Preisträger
| Jahr | Preisträger | Ausgezeichnete Arbeit |
| ---- | --- | --- |
| 1993 | Hans Thomas Janka, Ewald Müller, Maximilian Ruffert (Max-Planck-Institut für Astrophysik, Garching)                                                                               | Simulation turbulenter Konvektion in Supernova-Explosionen in massereichen Sternen                                                                            |
| 1994 | Rainer Goebel (Max-Planck-Institut für Hirnforschung, Frankfurt) | Neurolator - Ein Programm zur Simulation neuronaler Netzwerke                                                                                                 |
| 1995 | Ralf Giering (Max-Planck-Institut für Meteorologie, Hamburg) | AMC: Ein Programm zum automatischen Differenzieren von Fortran Programmen                                                                                     |
| 1996 | Klaus Heumann (Max-Planck-Institut für Biochemie AG MPIS, Martinsried) | Systematische Analyse und Visualisierung kompletter Genome am Beispiel von Saccharomyces cerevisiae                                                           |
| 1997 | Florian Mueller (Max-Planck-Institut für molekulare Genetik, Berlin) | ERNA-3D (Editor für RNA, dreidimensional) |
| 1998 | Edward Seidel (Max-Planck-Institut für Gravitationsphysik, Albert-Einstein-Institut, Potsdam)                                                                                     | Technologies for Collaborative, Large Scale Simulation in Astrophysics and a General Toolkit for solving PDEs in Science and Engineering                      |
| 1999 | Alexander Pukhov (Max-Planck-Institut für Quantenoptik, Garching) | Three-dimensional relativistic electromagnetic Particle-in-Cell code VLPL - Virtual Laser Plasma Laboratory                                                   |
| 2000 | Oliver Kohlbacher (Max-Planck-Institut für Informatik, Saarbrücken) | BALL - A Framework for Rapid Application Development in Molecular Modeling                                                                                    |
| 2001 | Jörg Haber (Max-Planck-Institut für Informatik, Saarbrücken) | MEDUSA, ein Software-System zur Modellierung und Animation von Gesichtern                                                                                     |
| 2002 | Daan Broeder, Hennie Brugman und Reiner Dirksmeyer (Max-Planck-Institut für Psycholinguistik, Nijmegen)                                                                           | NILE - Nijmegen Language Resource Environment |
| 2003 | Roland Chrobok, Sigurður F. Hafstein und Andreas Pottmeier (Universität Duisburg-Essen)                                                                                           | OLSIM: A New Generation of Traffic Information Systems |
| 2004 | Markus Rampp und Thomas Soddemann (Rechenzentrum Garching der Max-Planck-Gesellschaft)                                                                                            | A Work Flow Engine for Microbial Genome Research |
| 2005 | Patrick Jöckel und Rolf Sander (Max-Planck-Institut für Chemie, Mainz) | The Modular Earth Submodel System (MESSy) |
| 2006 | Rafał Mantiuk (Max-Planck-Institut für Informatik, Saarbrücken) | High Dynamic Range Imaging: Towards the Limits of the Human Visual Perception                                                                                 |
| 2007 | Holger Bast und Stefan Funke (Max-Planck-Institut für Informatik, Saarbrücken) Axel Fingerle und Klaus Röller (Max-Planck-Institut für Dynamik und Selbstorganisation, Göttingen) | Ultrafast Shortest-Path Queries via Transit Nodes Efficient Simulation Techniques for Dry and Wet Granular Matter                                             |
| 2011 | Peter Wittenburg (Max-Planck-Institut für Psycholinguistik, Nijmegen) | Entwicklung linguistischer Multimedia-Annotationen und -Lexika, Verlängerung künstlicher neuronaler Netze zur Modellierung von Sprachverarbeitungs-Phänomenen |
| 2013 | Thomas Hrabe (Max-Planck-Institut für Biochemie, Martinsried) | PyTom: A modern software pipeline for the structural analysis of macromolecules by cryo electron tomography                                                   |
| 2015 | Andreas Brandmaier (Max-Planck-Institut für Bildungsforschung, Berlin) | Roaming Entropy, SEM Tree und LIFESPAN |
| 2017 | Christian Schulz (Karlsruher Institut für Technologie) | KaHIP – Karlsruhe High Quality Partitioning |
| 2019 | Tim Dietrich (Max-Planck-Institut für Gravitationsphysik) | Numerische Relativitätssimulationen von binären Neutronensternverschmelzungen                                                                                 |
| 2021 | Adam Runions (University of Calgary, Kanada) | Modellierung und Analyse von morphogenetischen Prozessen bei Pflanzen                                                                                         |
| 2023 | Andrea Kölzsch und Anne Scharf (Max-Planck-Institut für Verhaltensbiologie) | MoveApps – offene Plattform für die Analyse von Tierbewegungen                                                                                                |